# Ètnia siletz
Els siletz eren la més meridional de les diverses divisions del poble Tillamook que parlaven un dialecte diferent; les altres divisions dialectals eren: salmon river al riu Salmon, nestucca al riu Little Nestucca, nestucca river i Nestucca Bay, tillamook bay a la badia Tillamook i les desembocadures dels rius Kilchis, Wilson, Trask i Tillamook, i Nehalem al riu Nehalem . El nom "siletz" prové del nom del riu siletz on viuen. Es desconeix l'origen del nom (potser Oregon Athabaskan ? variants: salǽˑtʃʼɪtʃʽ, sai-lĕtc-́ĭc qûn-nĕ i sii-lee-ch'ish).
Els seus veïns orientals, les tribus de Kalapuya central, els van anomenar tsä shnádsh amím .
A Chasta Costa i Euchre Creek-Tututni i Chetco-Tolowa eren coneguts com a Shii-lee-ch'ish, el nom de Naltunne-Tututni era Sai-lĕtc-́ĭc me-́t̟ûn-nĕ (tot amb referència al riu Siletz) i el nom de Coquille-Tututni superior ʃɪllǽˑttʃʼɪʃmæ̽-dɜnhæ o Sii-lee-ch'ish- dv-ne ("gent del riu Siletz").
Avui dia són una banda constituent de les tribus confederades dels indis siletz, i el grup del qual la confederació va rebre el seu nom. L'any 1856 després de les guerres Rogue River al sud d'Oregon, pobles d'entre més de 27 tribus i bandes natives, parlants de 10 idiomes diferents: Alsea/yaquina, chinuk wawa (també conegut com a argot chinook), coos, kalapuya, molala, shasta, siuslaw. / lower umpqua, takelma, tillamook i un ampli grup de grups de parla atapascana del sud-oest d'Oregon, inclosos els pobles Upper Umpqua, Coquille, Tututni, Chetco, Tolowa, Galice i Applegate River que per acords de tractats i la força foren traslladats pels Estats Units a la reserva índia Coast, més tard coneguda com Reserva Siletz .
Durant generacions el poble siletz s'ha enfrontat a polítiques federals brutals que van fer que la seva reserva d'1,1 milions d'acres se'ls retirés il·legalment. El Congrés va aprovar la Western Oregon Termination Act, finalitzant la relació de govern a govern amb les tribus siletz. Les tribus confederades dels indis siletz tingueren èxit pressionant el Congrés per derogar la Llei de terminació aplicada als siletz i novament fou reconeguda federalment a partir del 18 de novembre del 1977. Avui dia els seus membres estan inscrits a la tribu reconeguda federalment de les tribus confederades dels indis siletz.
L'única llengua nativa que encara es parla a la reserva és siletz dee-ni, que és una combinació de tots els vocabularis de variants dialèctiques atabascanes parlades per diverses de les tribus originals de la reserva. En col·laboració amb la National Geographic Society i el Living Tongues Institute for Endangered Languages, la tribu va produir un "diccionari parlant" de siletz dee-ni el 2007 per ajudar-ne a la preservació i l'ensenyament.

## Història
Tradicionalment es creia que els siletz eren un grup de parla salish ; habitaren una zona al llarg de la costa central d'Oregon prop del riu Siletz fins a mitjans del segle XIX. La tribu era considerada el grup més meridional de la cultura més gran dels Salish de la Costa, que centrats prop de l'estret de Geòrgia i Puget Sound en el que ara és la Colúmbia Britànica (Canadà) i Washington (Estats Units).
Els siletz estaven estretament relacionats en llengua i cultura amb la tribu tillamook al nord seu al llarg de la costa d'Oregon . Durant o després de les guerres Rogue River de 1855-1856, que es van estendre a zones del nord de Califòrnia, els membres de la tribu foren traslladats pel govern dels Estats Units a la reserva índia de la costa, més tard anomenada Reserva Siletz.
Els tillamook i els pobles de més de 20 tribus petites, inclòs el poble tolowa del nord de Califòrnia, també foren traslladats a la reserva. Es troba al llarg del riu Siletz a la Central Oregon Coast Range, a 15 milles al nord-est de Newport, que està a la costa del comtat de Lincoln .

## Llengua
Es creu que els siletz parlaven el "dialecte siletz" o "tillamook del sud" de la llengua tillamook (hutyéyu), que formava part de les llengües salish de la costa. El tillamook fou declarat extingit amb la mort del seu darrer parlant nadiu el 19701970.
El que ara es coneix com a llengua siletz Dee-ni es limità històricament als parlants d'"una petita zona de la costa central d'Oregon". ." Els lingüistes han arribat a la conclusió que el siletz no està emparentat en absolut amb el tillamook, sinó que és una forma de tolowa, una llengua atapascana més que una llengua salish. El poble tolowa fou un dels 20 grups nadius americans els descendents dels quals comprenen les tribus confederades siletz.
Al segle XXI el siletz dee-ni era l'única llengua nativa que encara es parlava a la reserva. Adonant-se que la seva llengua estava en perill d'extinció, la tribu Consolidated Siletz ha pres accions per preservar-la i ensenyar-la. També anomenada tolowa dee-ni, la llengua ha estat estudiada per diversos grups. Els membres de la tribu han treballat amb diversos lingüistes per documentar la llengua. El seu treball és "un intent complet d'incloure les similituds i les diferències dels dialectes coneguts de la llengua atapascana del sud-oest d'Oregon / nord-oest de Califòrnia".
Els siletz han participat en un esforç internacional de la National Geographic Society, el Living Tongues Institute for Endangered Languages, i lingüistes com K. David Harrison del Swarthmore College per salvar les llengües que estan amenaçades d'extinció. Alfred "Bud" Lane, entre els últims parlants nadius de siletz a la reserva, ha gravat 14.000 paraules de la llengua siletz dee-ni. Lane i altres siletz havien decidit que volien treballar per preservar i reviure la llengua.
El treball de Lane es va utilitzar per ajudar a produir un diccionari parlat siletz, un dels vuit diccionaris produïts per a llengües en perill d'extinció en aquest projecte, tal com es va informar a la reunió anual de l'any 2012 de l'Associació Americana per a l'Avenç de la Ciència (AAAS). El diccionari bilingüe, en anglès i Siletz Dee-ni, amb il·lustracions, servirà per ensenyar el dialecte als membres de la tribu de la Vall de Siletz. Aquestes eines digitals i les xarxes socials poden ajudar a comunicar-se als grups reduïts. El professor Harrison digué: "Un efecte positiu de la globalització és que es pot tenir un idioma que només parlen cinc o 50 persones en un lloc remot, i ara mitjançant la tecnologia digital aquest llenguatge pot assolir una veu i un públic global".